# آيت بوبكر (آيت بوبكر)
آيت بوبكر هو دُوَّار يقع بجماعة تانوغة، إقليم بني ملال، جهة بني ملال خنيفرة في المملكة المغربية. ينتمي الدوّار لمشيخة آيت بوبكر التي تضم دوار واحد. يقدر عدد سكانه بـ 4224 نسمة حسب الإحصاء الرسمي للسكان والسكنى لسنة 2004.

## وصلات خارجية
- البوابة الوطنية للجماعات الترابية
- المندوبية السامية للتخطيط